# Eduardo Vilches
Eduardo Enrique Vilches Arriagada (Colina, 21 de abril de 1963) es un exfutbolista chileno, destacando en los clubes Magallanes, Malleco Unido, Universidad Católica y Colo-Colo.
De los futbolistas chilenos, tanto retirados como activos, Eduardo Vilches es el cuarto futbolista con más títulos oficiales (19), quedando atrás de Arturo Vidal (27), Alexis Sánchez (21) y Claudio Bravo (21).

## Trayectoria
Cuando niño fue a Universidad de Chile y Unión Española a probar suerte, pero le fue mal. Un día cualquiera del año 1979, partió a probarse a las divisiones menores de la tienda albiceleste de Magallanes, bajo las órdenes de Francisco Graells, llegó, jugó y quedó.
En cadetes fue compañero de Arturo Palma, Nelson Cuevas, Patricio Fica, Eduardo Calquín, Luis Castro Gutiérrez, Luis Pérez, Marcos Tamayo e Ivo Basay, todos llegaron a jugar al primer equipo. Su gran ídolo es Alberto Quintano, con quien jugó la Copa Libertadores 1985, incluso compartieron cancha en el recordado triunfo en Uruguay sobre Bellavista.
En el año 1981 emigró a préstamo a Malleco Unido, regresando el año siguiente a Magallanes. En 1987 después de quedar con el pase en su poder, partió a Universidad Católica, por expreso pedido del entrenador cruzado, Ignacio Prieto.
Fue campeón con Universidad Católica en 1987, para luego pasar a Colo-Colo, donde obtuvo el tricampeonato nacional en 1989-1990-1991, además de la Copa Libertadores de América de 1991.
Luego de su exitoso paso por Colo-Colo se trasladó a jugar al Necaxa en México, allí estuvo por 5 años. Ahí fue apodado "Caballero Rayo", ya que el Necaxa es tradicionalmente conocido como "Rayos".
Volvió a Chile en 1999 para jugar por Unión Española en Primera B, saliendo campeón de aquel torneo logrando el ascenso. El torneo siguiente juega por Cobreloa, en donde se retira a final de año.
En 2005 desempeñó el papel de Gerente Deportivo, en el equipo mexicano de Cruz Azul.
En 2014 inicia un nuevo hito en su carrera, comenzando como entrenador en su país, asumiendo el 7 de julio la banca técnica de Malleco Unido, club de la Segunda División.
A principios de enero de 2015, se desempeñó como Gerente Deportivo de Cruz Azul en México.
Actualmente se encuentra como entrenador de Fútbol formativo en Universidad Católica.

## Selección nacional
Fue internacional con la Selección chilena entre 1990 y 1996, jugando 30 partidos y marcando 1 gol. Participó en 3 ediciones de Copa América, logrando un 4° lugar en 1991, además de jugar un partido por las Clasificatorias a Francia 1998, el empate a un gol ante Venezuela, que a la postre significó su último partido con La Roja.

#### Participaciones en eliminatorias a la Copa del Mundo
| Eliminatoria                 | Sede    | Resultado   | Posición | Partidos |
| ---------------------------- | ------- | ----------- | -------- | -------- |
| Clasificatorias Francia 1998 | Francia | Clasificado | 4.º      | 1        |

### Participaciones en Copa América
| Copa              | Sede    | Resultado     |
| ----------------- | ------- | ------------- |
| Copa América 1991 | Chile   | Tercer puesto |
| Copa América 1993 | Ecuador | Primera fase  |
| Copa América 1995 | Uruguay | Primera fase  |

## Clubes

### Como jugador[5]
| Club                     | País   | Año       |
| ------------------------ | ------ | --------- |
| Magallanes               | Chile  | 1979-1986 |
| → Malleco Unido (cedido) | Chile  | 1981      |
| Universidad Católica     | Chile  | 1987-1988 |
| Colo-Colo                | Chile  | 1989-1994 |
| Necaxa                   | México | 1994-1999 |
| Unión Española           | Chile  | 1999      |
| Cobreloa                 | Chile  | 2000      |

### Como entrenador
| Club          | País  | Año  |
| ------------- | ----- | ---- |
| Malleco Unido | Chile | 2014 |

## Palmarés

### Campeonatos nacionales
| Título               | Club                 | País   | Año           |
| -------------------- | -------------------- | ------ | ------------- |
| Primera División     | Universidad Católica | Chile  | 1987          |
| Copa Chile           | Colo-Colo            | Chile  | 1989          |
| Primera División     | Colo-Colo            | Chile  | 1989          |
| Copa Chile           | Colo-Colo            | Chile  | 1990          |
| Primera División     | Colo-Colo            | Chile  | 1990          |
| Primera División     | Colo-Colo            | Chile  | 1991          |
| Primera División     | Colo-Colo            | Chile  | 1993          |
| Copa Chile           | Colo-Colo            | Chile  | 1994          |
| Primera División     | Necaxa               | México | 1994-95       |
| Copa México          | Necaxa               | México | 1994-95       |
| Campeón de Campeones | Necaxa               | México | 1994-95       |
| Primera División     | Necaxa               | México | 1995-96       |
| Primera División     | Necaxa               | México | Invierno 1998 |
| Primera B            | Unión Española       | Chile  | 1999          |

### Campeonatos internacionales
| Título                  | Club      | País   | Año  |
| ----------------------- | --------- | ------ | ---- |
| Copa Libertadores       | Colo-Colo | Chile  | 1991 |
| Recopa Sudamericana     | Colo-Colo | Chile  | 1992 |
| Copa Interamericana     | Colo-Colo | Chile  | 1992 |
| Recopa de la Concacaf   | Necaxa    | México | 1994 |
| Concacaf Liga Campeones | Necaxa    | México | 1999 |

#### Distinciones individuales
| Distinción                                            | Año     |
| ----------------------------------------------------- | ------- |
| Mejor defensa de la liga - Primera División de México | 1994–95 |